# Miyuki Adachi
Pour les articles homonymes, voir Adachi.
Miyuki Adachi (足立 美由紀, Adachi Miyuki), née le 9 septembre 1960 à Osaka est une joueuse professionnelle de squash  représentant le Japon. Elle atteint en mai 1993 la 37e place mondiale sur le circuit international, son meilleur classement.

## Biographie
Elle commence à jouer au squash à l'université après avoir abandonné le tennis. C'est l'une des premières femmes asiatiques à jouer régulièrement sur le circuit WISPA. Après avoir abandonné sa carrière de joueuse, elle devient entraineur de l'équipe du Japon féminine de squash. Elle organise également des tournois de squash au Japon.

## Palmarès

### Finales
- Open de Malaisie : 1985